# Mottl Román Pál
Mottl Román Pál (Budapest, 1892. március 25. – Nagyvárad, 1978. január 10.) romániai magyar grafikus. Mottl Román (1921–1991) grafikus apja.

## Élete és munkássága
Szakmai tanulmányait a budapesti Iparművészeti Iskolában végezte 1914-ben. 1912-ben tanulmányúton járt a Bánságban, a népművészet formakincsével ismerkedett. 1917-ben képesítő vizsgát tett a budapesti Magyar Képzőművészeti Főiskola rajztanárképző szakán, majd Nagyváradon telepedett le, ahol az első világháború végén művészeti szabadiskolát létesített.
Írásban (napilapok munkatársaként) és előadásokon a művészeti-esztétikai ismeretterjesztést szolgálta. Ő készítette a Tavasz és Magyar Szó folyóiratok fedőlapját. 1919-től jelentkezett a nagyváradi művészközösség kiállításain, 1945-ben a helyi képzőművészeti csoport elnökévé választották. Ex librisei készültek fametszetben és rézkarcban; ezekből 1967-ben külföldön is bemutatott. 1977-ben gyűjteményes kiállítását szervezte meg a Körösvidéki Múzeum.